# Col du Donon
Le col du Donon se situe au pied du sommet vosgien de même nom, le Donon, qui le domine de près de 300 m. C'est un lieu important de la Seconde Guerre mondiale.

## Géographie
Situé à 728 mètres d'altitude, ce col relie les villes de Schirmeck (10 km au sud-est), Raon-l'Étape (29 km au sud-ouest), Abreschviller (24 km au nord) et Sarrebourg (40 km au nord-est).

## Histoire

### Les évadés
En juin 1940, après la défaite de l'armée française, 1 800 000 prisonniers de guerre français sont dirigés vers les différents stalags et oflags répartis dans toute l'Allemagne pour une durée de quatre ans derrière les enceintes barbelées. Mais 40 000 d'entre eux refusent l'humiliation et s'évadent, parfois à plusieurs reprises.
Ces évasions comportaient de gros risques. Pour certains, il fallait traverser toute l'Allemagne à pied, à bicyclette, en train caché dans les wagons de marchandises parfois même dans les boggies. Repris, c'était les camps disciplinaires tels Rawa Ruska.
Toutes les frontières étaient étroitement surveillées. La direction ouest, avec le Donon en point de mire, représentait la liberté, la France. Les déplacements se faisant de nuit, l'orientation n'était pas aisée, surtout pour traverser les profondes vallées des Vosges.

### Les passeurs
C'est dans cette région des Vosges que les passeurs leur sont venus en aide efficacement. L'oppression des populations engendre toujours la réaction et la solidarité donnant naissance à la résistance.
Dans de nombreux villages, bûcherons, cheminot, enseignants, religieux et autres se sont mobilisés, des filières se sont organisées ; d'autres ont agi seuls en prenant de gros risques, ils ont réussi à faire traverser la frontière à un grand nombre d'évadés de guerre, des réfractaires aux incorporations de force ou de STO. Certains ont payé de leur vie, incarcérés dans les camps de représailles.

## Lieux remarquables

### Monument des évadés et passeurs

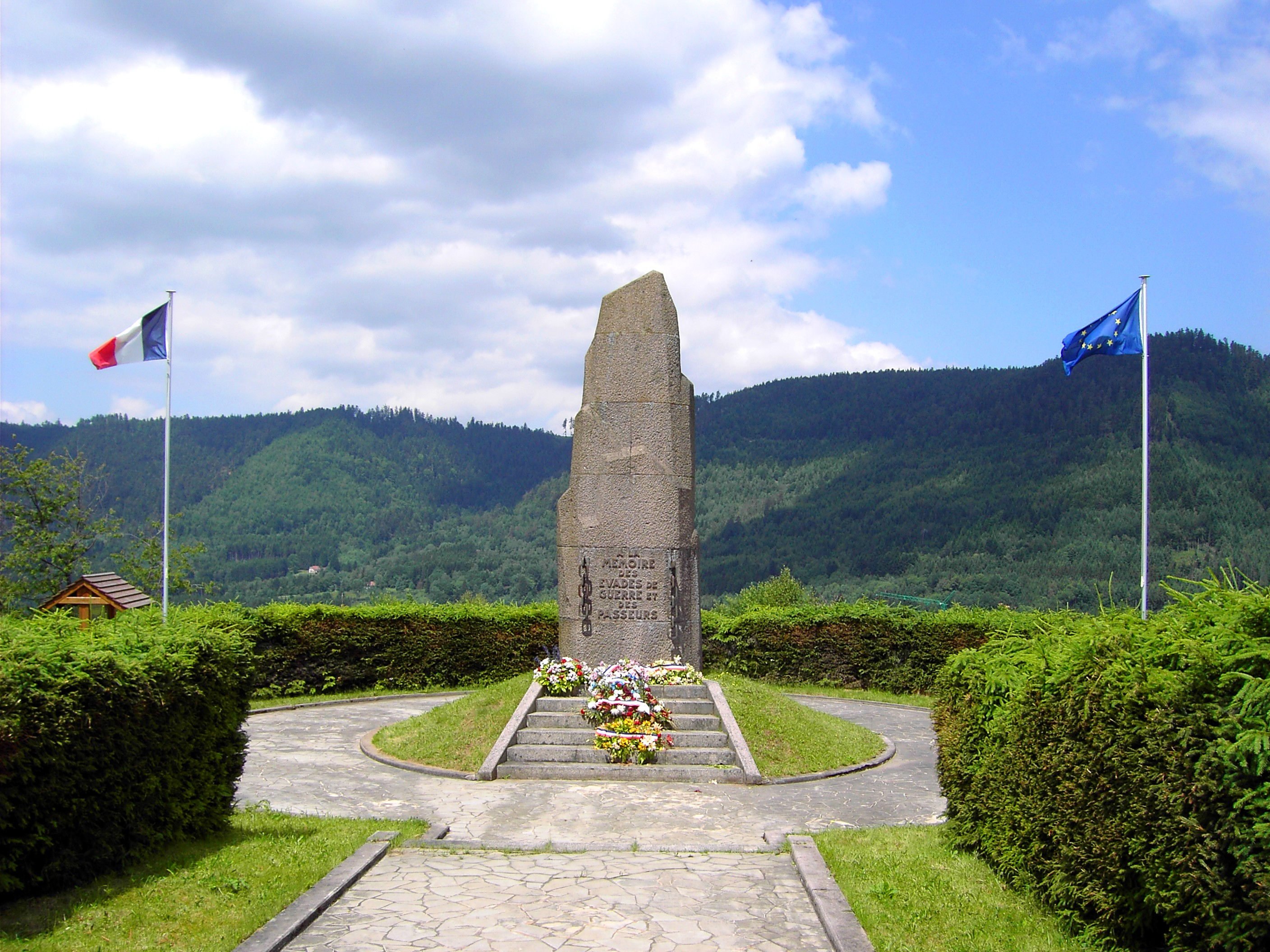
Monument des évadés et passeurs

Le monument des évadés et passeurs a été inauguré en 1960 par M. Triboulet, ministre des anciens combattants, en présence de l'ambassadeur de Slovaquie qui a remis un coffret contenant de la terre de Strecno destiné à être scellé dans ses assises, reliant ainsi le mémorial du Donon au monument du maquis de Strecno érigé par le Gouvernement slovaque en mémoire du soulèvement contre l'Allemagne, en juillet 1944, et des vaillants combattants du bataillon Foch constitué de prisonniers de guerre français évadés des stalags allemands, tous volontaires pour lutter contre le Reich et libérer la Slovaquie,. 56 y ont laissé leur vie.

### Cimetière

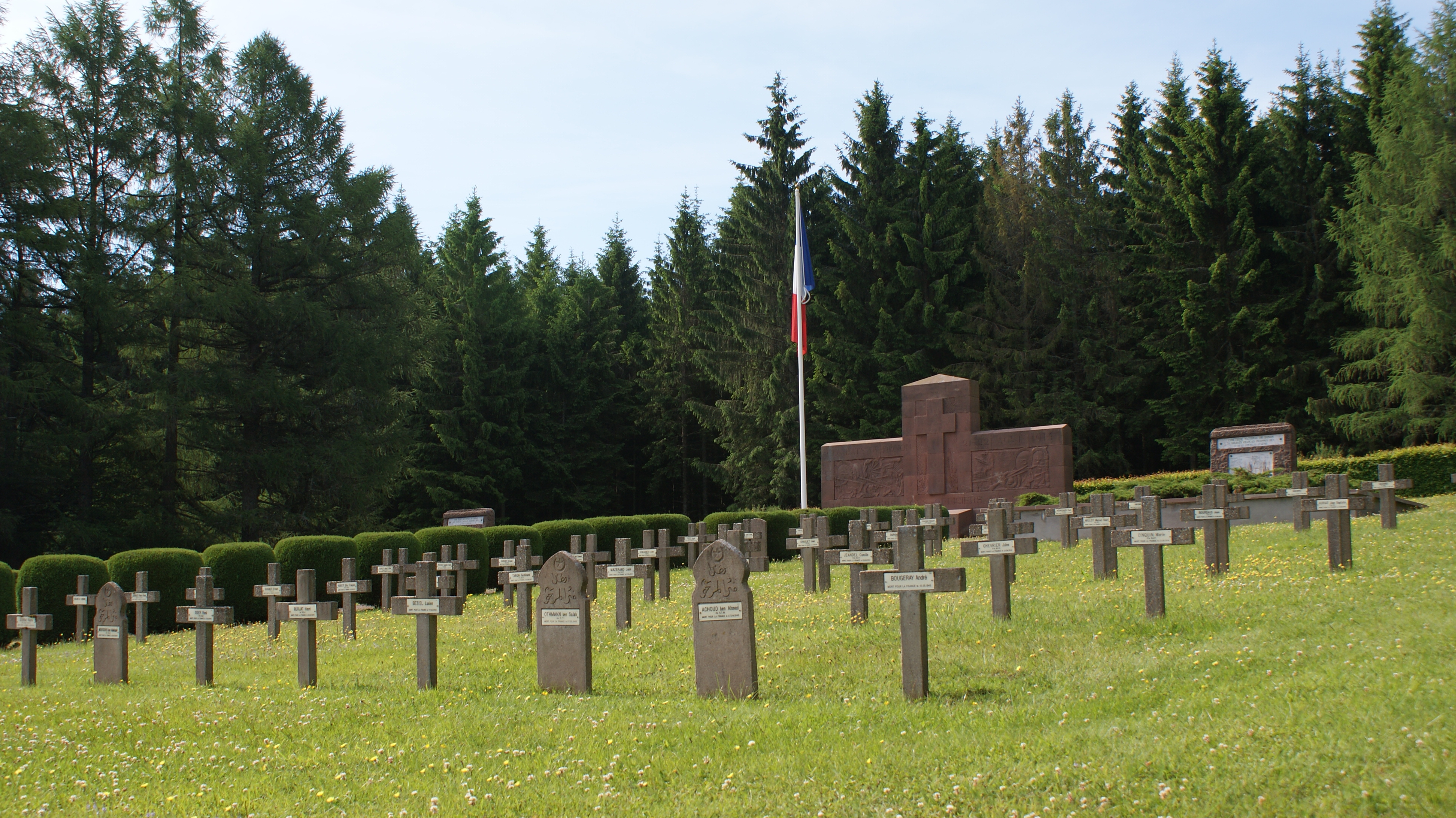
Cimetière militaire du Donon

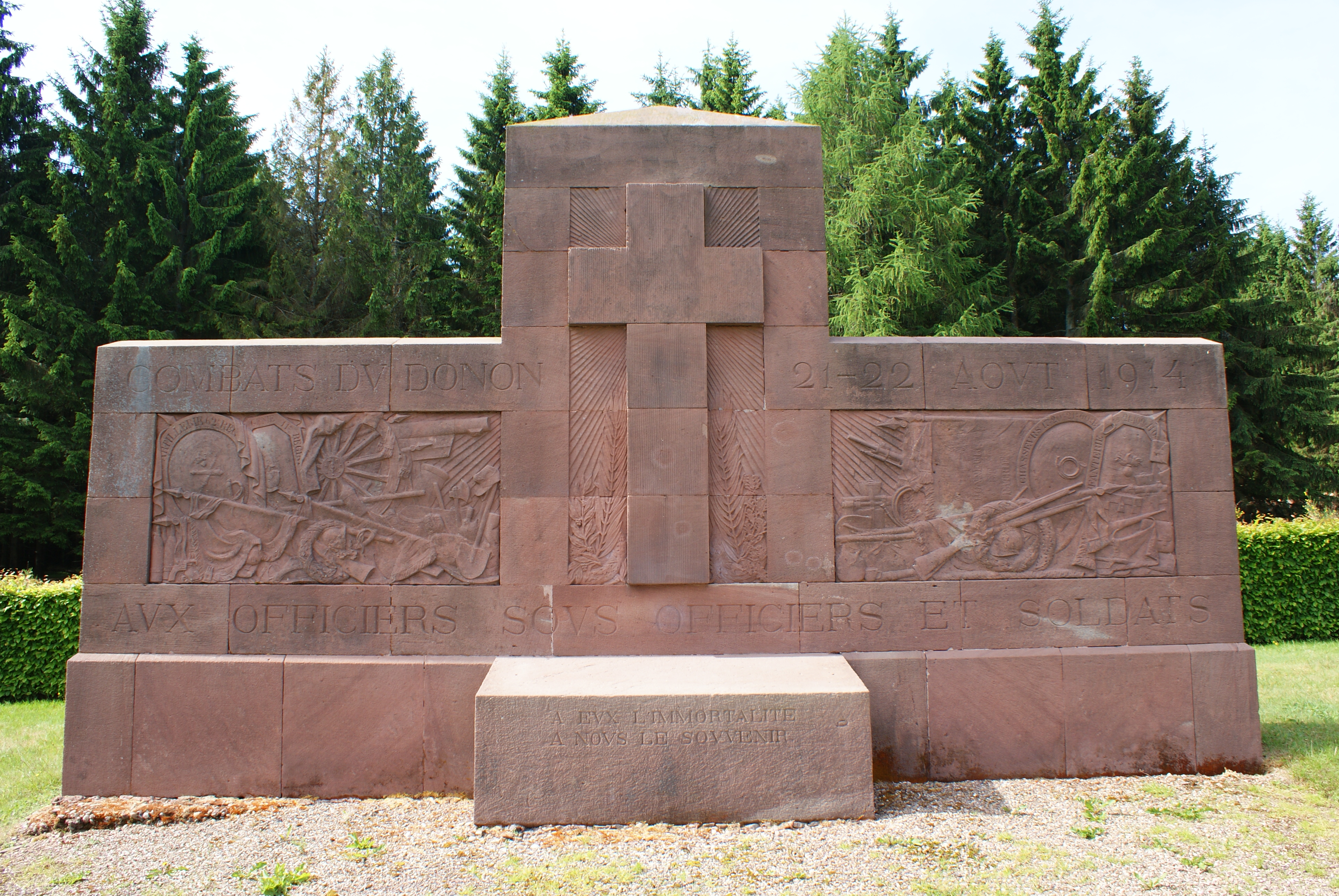
Monument en grès

La nécropole a été créée en juin et juillet 1920 et définitivement aménagée en octobre et novembre 1923 pour y recevoir les corps des militaires inhumés à la Croix Brigos et au Petit Donon. Le cimetière regroupe 288 militaires tombés lors des combats de la Première Guerre mondiale et 36 tombés lors des conflits de la Seconde Guerre mondiale.
Le monument en grès porte les inscriptions « Combats du Donon 21-22 août 1914 - Aux Officiers, Sous-Officiers et Soldats ». Il a été inauguré en août 1921.

### Autres monuments
Une fontaine et une statue en pierre se trouvent au col du Donon.
Non loin du monument des évadés et des passeurs il est possible d'admirer une fermeture éclair en bois.

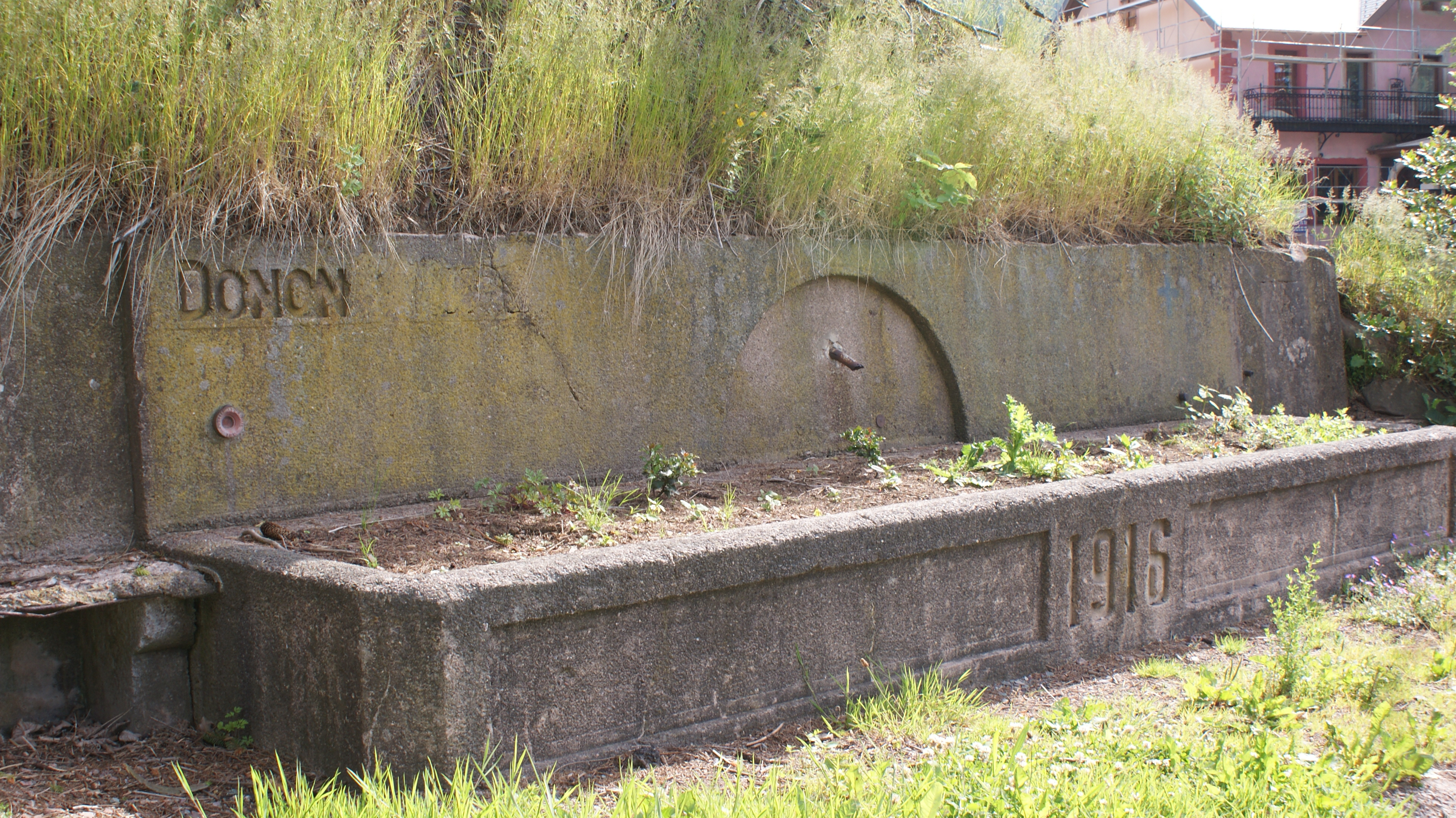
Fontaine en pierre.
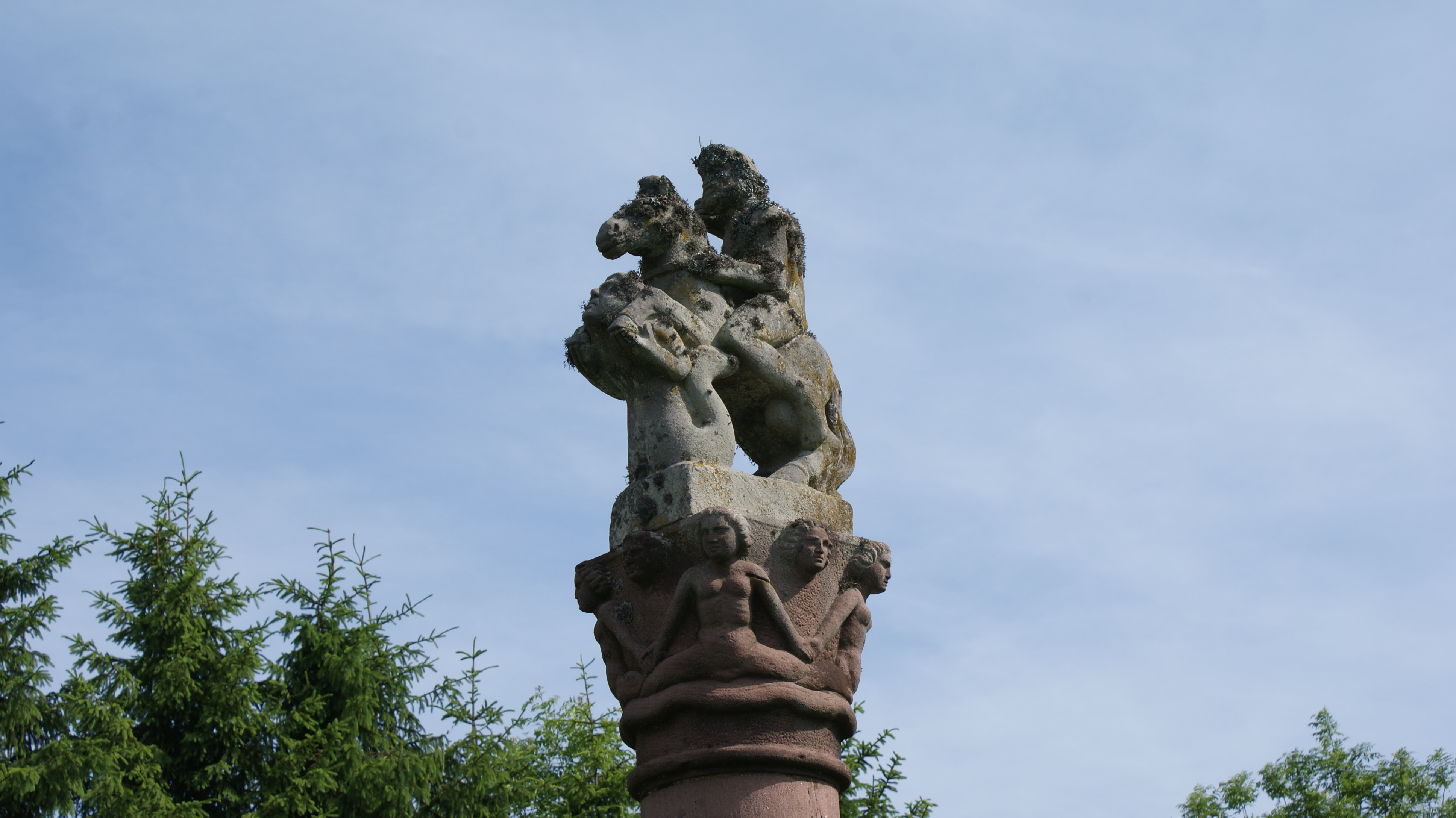
Statue Le cavalier à l'anguipède (reproduction).
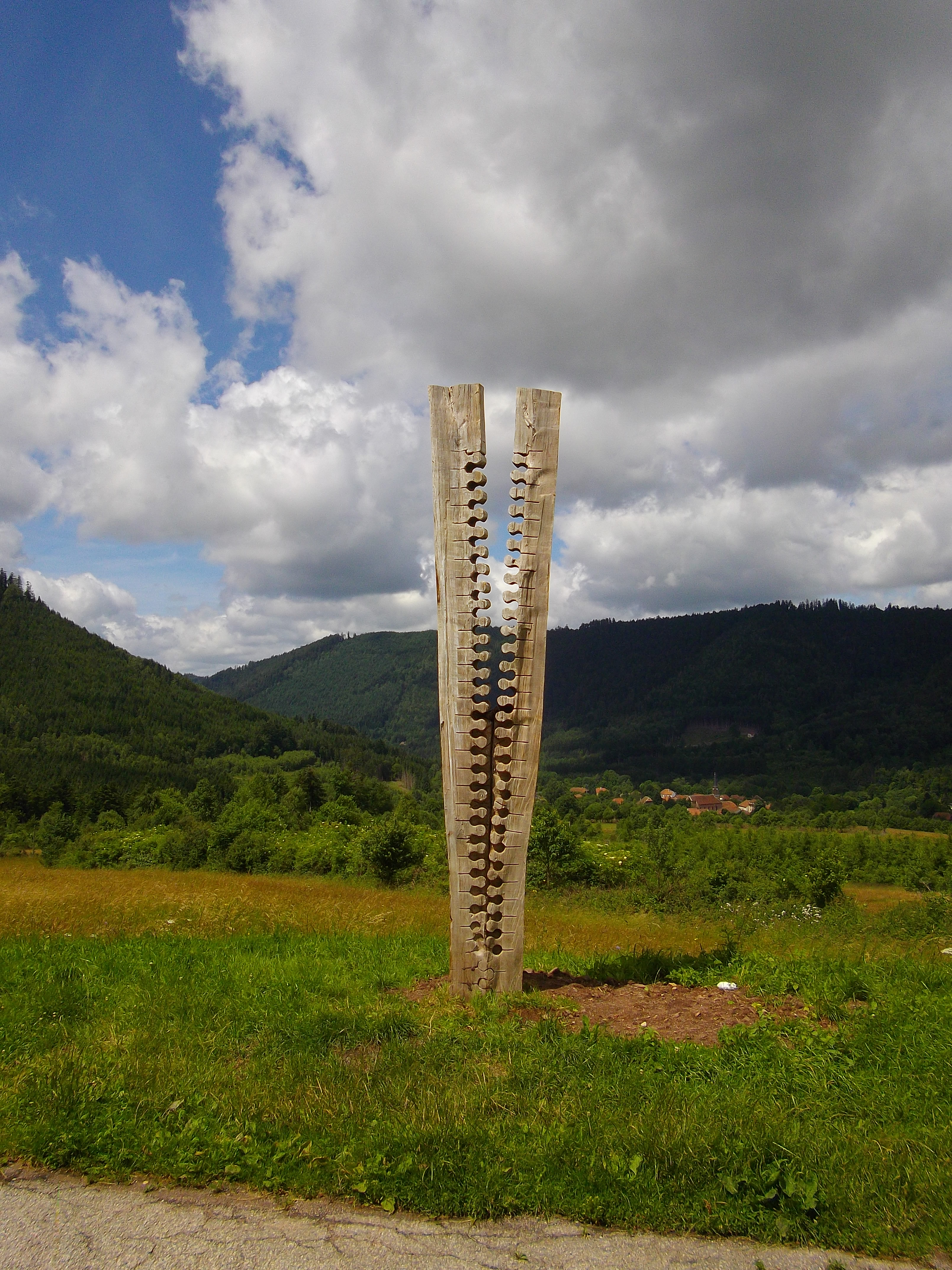
Fermeture éclair en bois.

### Station de sports d'hiver
Un téléski Montaz Mautino, érigé en 1976 à la base de l'hôtel « Le Vellada », mesurait 250 mètres de longueur et desservait une piste de ski alpin de niveau vert. Il a été laissé à l'abandon vers la fin des années 1980,. Néanmoins, le domaine nordique du Donon-Prayé propose un total de 65 kilomètres de pistes balisées.

## Ascension cycliste

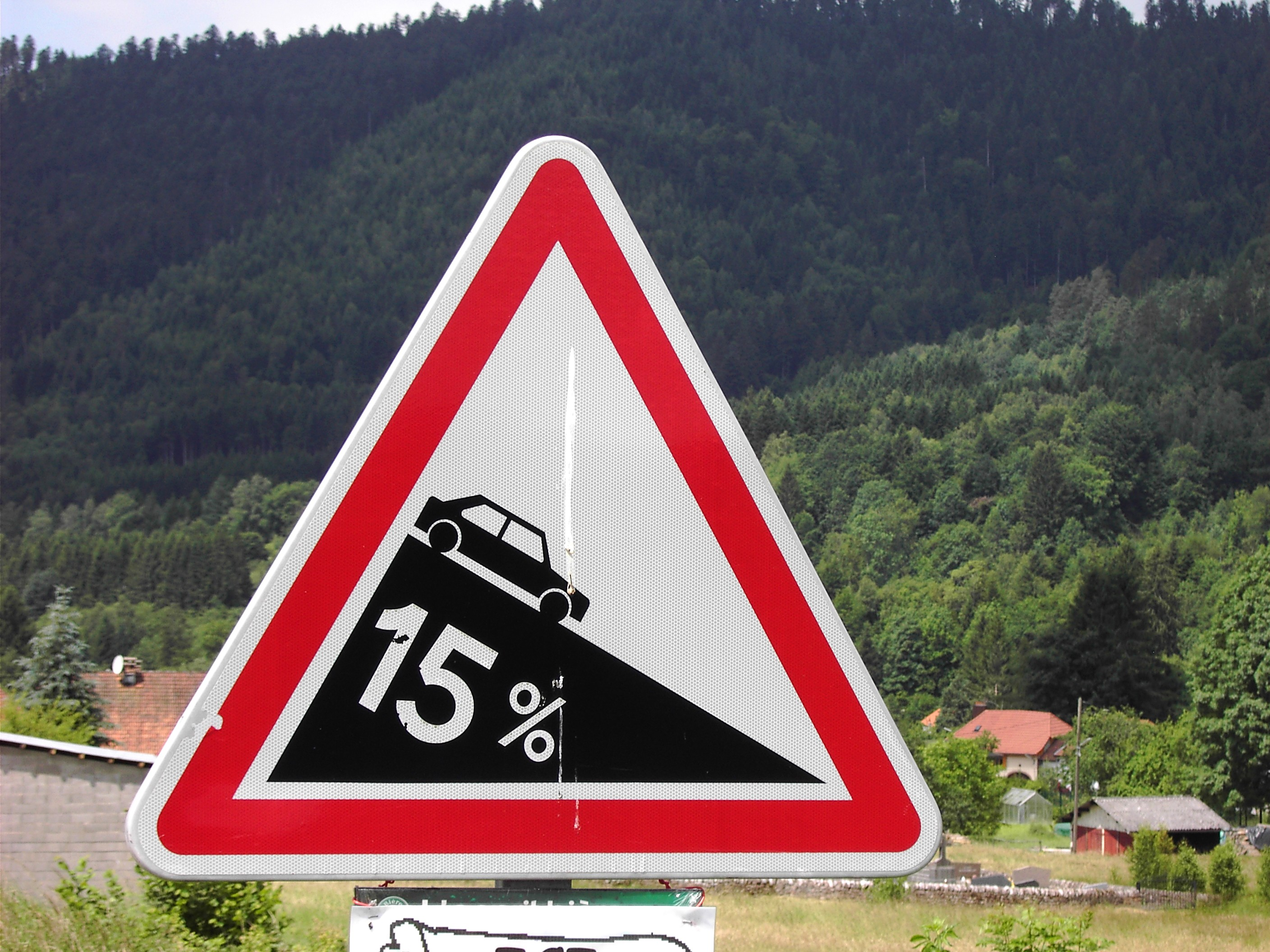
Côte importante de 15 %

Le Tour de France a emprunté sept fois le col, avec les passages en tête des coureurs suivants :
- 1961 : Louis Bergaud  France
- 1967 : Guy Ignolin  France
- 1971 : Joop Zoetemelk  Pays-Bas
- 1985 : Niki Rüttimann  Suisse
- 1987 : Raúl Alcalá  Mexique
- 1988 : Dominique Garde  France
- 2001 : Laurent Brochard  France